# 宮本晃行
宮本 晃行（みやもと あきゆき、1987年10月22日 - ）は、日本の俳優、歌手、プロデューサー。3人組ユニット「WAKAZOH」の元メンバー。舞台やミュージカルのプロデューサーでもあり、代表作は舞台「桃太郎外伝」シリーズ。東京都出身。レコード会社はウイングジャパン。

## 人物
- 趣味は野球観戦と詩吟。
- 特技はピアノ・ダンス・野球・革靴磨き。
- パスタ・寿司・チャーハン・ギョーザが好き。
- 交友関係は、ジャニーズ事務所のタレントなどの歌手や俳優、スポーツ界など幅広い。
- 好きなアーティストはKinKi Kidsで、初めて買ったCDがKinKi KidsのCDである。
- 同じ誕生日の男性俳優、高木心平とはよく遊ぶ仲である。
- 目標としている男性俳優は唐沢寿明である。
- ウエスタンミュージックと演歌で歌手活動を展開中。
- 幅広い年齢層で親しまれている。
- 最近は詩吟でも活躍しており、大会で優勝もしている。
- 舞台「桃太郎外伝」の3部作をトータルプロデュースを手掛けている。ライズアップヒーロー！では、主演をやりながらキャスティングや制作も全て行なっていた。
- 舞台「サムライカウボーイ」では自身のシングル「踊るカウボーイ！」を題材にした作品を展開。エンディング曲も「踊るカウボーイ」だった。

## 出演

### TV・ドラマ・ドキュメンタリー
- ウルトラセブンX　（2007年、TBS）
- わたしが子どもだったころ　（2007年、NHK）
- 日本テレビ「ダウンタウンのガキの使いやあらへんで!!絶対に笑ってはいけない空港24時」（2012年）

### 映画
- セカンドキス
- 未完成な二人
- 辻岡正人監督作品「老獄/OLD PRISON」　横峯役（2011年)
- 「雑踏の十字架・真夏の影踏み」　鳥羽栄一役（2011年）

### CM・広告
- 全国家庭教師連盟CM　（2004年）
- 東進ハイスクール 　広告　（2006年）
- ベネッセコーポレーション　進研ゼミ 高校講座　（2008年）
- 農林水産省　めざましごはんキャンペーン（電車内映像・店頭販促用・WEBムービー）「教室編」メイン　高校生役　（2008年6月〜12月）
- リクナビNEXT　web広告　(2008年)
- 東京ディズニーランド「スペースマウンテン」　（2008年 - ）
- au 「まとめトーク」　広告　（2008年）
- キャンプテント　小川キャンパル（新作テントカタログ・雑誌掲載等）　広告　（2008年）

### 雑誌
- 『東京ウォーカー』角川マーケティング
- 『月刊ミュージック☆スター』ユーズミュージック
- 『月刊歌の手帖』マガジンランド
- 『みんなの歌謡曲』
- 『月刊カラオケONGAKU』ブティック社
- 『ARENA37℃』音楽専科社

### 舞台・ミュージカル・プロデュース作品
- ミュージカル「リトルロボッツ」 ワーキングロボ役  (2009年3月、ヤクルトホール)
- ミュージカル「緋色の欠片」 守護者＆チャラチャラBOYSの爆笑トークライブ (2009年5月、築地ブディストホール)
- 舞台版タクミくんシリーズ「そして春風にささやいて」 山下清彦役 （2009年12月、築地ブディストホール）
- ミュージカル「ジョバンニの翼」 ミヤ役・セロ弾きのゴーシュ役 （2010年3月ヤクルトホール）
- ミュージカル「メリーゴーランド」 宮川役 （2010年8月、ヤクルトホール）
- ミュージカル「ウエイストサイドのロボットたち」悪役　ミヤ役（2011年4月、ヤクルトホール）
- A☆ct Stage Vol.1「桃太郎外伝〜ライズアップヒーロー！〜」（2012年5月22日〜27日、武蔵野芸能劇場）主演-吉備津桃太郎役
- A☆ct Stage Vol.2「桃太郎外伝〜黄金の夜明け〜」（2012年10月18日〜21日、築地ブディストホール）プロデューサー/特別出演-吉備津桃太郎役
- A☆ct Stage Vol.3「応！〜吠えろ！叫べ！打ち砕け！すべての軛を引きちぎれ！〜」（2013年4月17日〜21日、築地ブディストホール）プロデューサー/特別出演-神様役
- A☆ct Stage Vol.4「ASU」（2013年8月8日〜11日、南大塚ホール）プロデューサー/特別出演-リッチ役
- A☆ct Stage Vol.5「サムライカウボーイ」（2013年12月19日〜23日、テアトルBONBON）プロデューサー/特別出演-アキラ役
- A☆ct Stage Vol.6「桃太郎外伝～竜宮城大決戦～」（2014年3月11日〜16日、築地ブディストホール）プロデューサー/特別出演-ポセイドンJr役
- 舞台『人狼の王子様☆2nd season』（2014年4月29日〜5月11日、上野ストアハウス）Team ユニバーサル

### コンサート・イベント
- WAKAZOH初舞台コンサート

第1部「明和水滸伝〜若き日のねずみ小僧〜」　第2部「唄、平成三度笠、踊るカウボーイ!」（2010年11月、築地ブディストホール）
- 浅草「音のヨーロー堂」にてデビューイベント（2011年4月6日）
- ショーレストラン　六本木「香和」チャリティーイベント　ゲスト出演　踊るカウボーイ!・霧の港町を披露
- ミュージカル「ウエイストサイドのロボットたち」ゲスト出演 踊るカウボーイ!を披露

## ディスコグラフィ

### シングル
|     | タイトル                 | 発売日           | 品番       | 名義              | 備考                               |
| --- | ------------------------ | ---------------- | ---------- | ----------------- | ---------------------------------- |
| 1st | 踊るカウボーイ!/霧の港町 | 2011年4月6日発売 | WJCR-80006 | WAKAZOH-宮本晃行- | 2枚組CD＋DVD（踊るカウボーイ！PV） |